# Чемпионат Европы по тяжёлой атлетике 1949
29-й чемпионат Европы по тяжёлой атлетике прошёл с 4 по 6 сентября 1949 года в Схевенингене (район Гааги). В нём приняли участие 27 спортсменов из 8 стран. Команда СССР участие не принимала. Атлеты были разделены на 6 весовых категорий и соревновались в троеборье (жим, рывок и толчок). Этот турнир был проведён в рамках 27-го чемпионата мира.

## Медалисты
| Категория                    | Золото                         | Золото                       | Серебро                   | Серебро                      | Бронза                    | Бронза                       |
| До 56 кг (легчайший вес)     | Марсель Тевене Франция         | 267,5 кг (85 + 77,5 + 105)   | не было других участников | не было других участников    | не было других участников | не было других участников    |
| До 60 кг (полулёгкий вес)    | Йохан Рунге Дания              | 312,5 кг (100 + 95 + 117,5)  | Макс Эраль Франция        | 302,5 кг (85 + 92,5 + 125)   | Эйнар Сундстрём Финляндия | 270 кг (75 + 85 + 110)       |
| До 67,5 кг (лёгкий вес)      | Арвид Андерссон Швеция         | 322,5 кг (90 + 102,5 + 130)  | Унто Лехтонен Финляндия   | 300 кг (87.5 + 90 + 122,5)   | Уго Хёйгхе Бельгия        | 297,5 кг (85 + 92,5 + 120)   |
| До 75 кг (средний вес)       | Эрнест Пеппиатт Великобритания | 335 кг (105 + 97,5 + 132,5)  | Франк Теряскари Финляндия | 332,5 кг (90 + 105 + 137,5)  | Лаури Киннунен Швеция     | 330 кг (100 + 105 + 125)     |
| До 82,5 кг (полутяжёлый вес) | Жан Дебюф Франция              | 382,5 кг (110 + 120 + 152,5) | Эрнест Ро Великобритания  | 350 кг (110 + 105 + 135)     | Юхани Велламо Финляндия   | 342,5 кг (97,5 + 110 + 135)  |
| Свыше 82,5 кг (тяжёлый вес)  | Нильс Петерсен Дания           | 390 кг (120 + 112,5 + 157,5) | Робер Аллар Бельгия       | 387,5 кг (127,5 + 115 + 145) | Раймон Эрбо Франция       | 365 кг (110 + 112,5 + 142,5) |

↑ В этой весовой категории был заявлен лишь один участник, и любой шедший в зачёт результат гарантировал ему золотую медаль.

## Командный зачёт
| Место | Страна         | Золото | Серебро | Бронза | Всего |
| ----- | -------------- | ------ | ------- | ------ | ----- |
| 1     | Франция        | 2      | 1       | 1      | 4     |
| 2     | Дания          | 2      | 0       | 0      | 2     |
| 3     | Великобритания | 1      | 1       | 0      | 2     |
| 4     | Швеция         | 1      | 0       | 1      | 2     |
| 5     | Финляндия      | 0      | 2       | 2      | 4     |
| 6     | Бельгия        | 0      | 1       | 1      | 2     |
| Всего | Всего          | 6      | 5       | 5      | 16    |